# 토탈 모기지 아레나
토탈 모기지 아레나(영어: Total Mortgage Arena)은 미국 코네티컷주 브리지포트에 위치한 실내 경기장이다. 현재 AHL 브리지포트 사운드 타이거즈 홈경기장으로 사용하고 있으며, 과거 NBA G 리그 웨스트체스터 닉스 홈경기장으로 사용했다.

## WNBA프리시즌 경기
| 날짜            | 팀1           | 스코어  | 팀2         |
| --------------- | ------------- | ------- | ----------- |
| 2018년 5월 11일 | 애틀랜타 드림 | 58 - 74 | 코네티컷 선 |